# Quebeck (Tennessee)
Pour les articles homonymes, voir Québec (homonymie).
La localité de Quebeck est située dans le comté de White dans l’État du Tennessee. 

## Géographie
La localité de Quebeck est située à une quinzaine de kilomètres au Sud-Ouest de la ville de Sparta, chef-lieu du comté de White. Le village de Quebeck est bordé sur sa partie méridionale par la rivière Caney Fork.

## Histoire
La communauté de Quebeck a été fondée dans les années 1880 par un entrepreneur, J. S. Cooper, qui fonda une entreprise de scierie. Il dénomma le lieu de son implantation "Quebeck" après un voyage effectué au Québec.